# Heinrich Ludwig von Glauburg
Heinrich Ludwig Freiherr von Glauburg (* 10. Mai 1753; † 9. November 1828 in Frankfurt am Main) war ein Politiker in der Freien Stadt Frankfurt aus der Adelsfamilie Glauburg.

## Leben
Von Glauburg war der Sohn des Älteren Bürgermeisters der Reichstadt Frankfurt Hieronymus Maximilian von Glauburg. Er heiratete am 10. März 1779 Maria Margaretha (* 8. Januar 1755; 18. November 1808), die Tochter des Georg Friedrich Freiherr Baur von Eysseneck und dessen Ehefrau Maria Polyrena Justina geborene von Denhard. Aus der Ehe gingen vier Töchter hervor:
- Maria Elisabetha (* 8. Juli 1780), Stiftsdame
- Johanne Caroline (* 24. Oktober 1789), heiratete 1816 Ferdinand Maximilian Starck
- Marianne Eleonore (* 1. März 1789), heiratete 1816 Felix von Stregen
- Auguste Amalie (* 18. Dezember 1796), Stiftsdame

Mit Heinrich Ludwig Freiherr von Glauburg starb die freiherrliche Linie des Hauses Glauburg im Mannesstamm aus. Am 20. August 1851 erhielt sein Schwiegersohn Felix von Stregen die Erhebung in den Freiherrenstand und die kaiserliche Zustimmung einer Wappenvereinigung. Er nannte sich daraufhin Felix Freiherr Stregen von Glauburg.
Heinrich Ludwig Freiherr von Glauburg war im Staat des Fürstprimas Kammerherr und Direktor der Pfand- und Leihäuserkommission.
Heinrich Ludwig Freiherr von Glauburg wirkte als Politiker in der Reichsstadt Frankfurt am Main und der Freien Stadt Frankfurt. Er war Ratsherr und Senator in Frankfurt.